# Kanton Solliès-Pont
Kanton Solliès-Pont is een kanton van het Franse departement Var. Kanton Solliès-Pont maakt deel uit van het arrondissement Toulon en telt 43.016 inwoners in 2018.

## Gemeenten
Het kanton Solliès-Pont omvatte tot 2014 de volgende gemeenten:
- Belgentier
- La Farlède
- Solliès-Pont (hoofdplaats)
- Solliès-Toucas
- Solliès-Ville

Bij de herindeling van de kantons door het decreet van 27 februari 2014, met uitwerking op 22 maart 2015, werd daar de gemeente:
- Cuers

aan toegevoegd.